# عین عبید
عین عبید (به عربی: عين عبيد) یک شهرداری‌های الجزایر در الجزایر است که در ناحیه عین عبید واقع شده‌است.
 عین عبید ۳۲۳٫۸۰ کیلومتر مربع مساحت و ۳۱٬۷۴۳ نفر جمعیت دارد.